# كاترين جاكوب
كاترين جاكوب (بالإنجليزية: Catherine Jacob)‏ هي مقدمة تلفزيونية، وصحفية، ومذيعة أخبار بريطانية. ولدت في 1976، في سندرلاند، في المملكة المتحدة.